# Amiota nuerhachii
Amiota nuerhachii är en tvåvingeart som beskrevs av Chen och Masanori Joseph Toda 2001. Amiota nuerhachii ingår i släktet Amiota och familjen daggflugor. Inga underarter finns listade.